# Chatsworth House
Chatsworth House – rezydencja arystokratyczna w środkowej Anglii, w hrabstwie Derbyshire, w dystrykcie Derbyshire Dales, położona w pobliżu miasta Bakewell, w granicach Parku Narodowego Peak District, nad rzeką Derwent. Siedziba książąt Devonshire z rodu Cavendish, udostępniana jest zwiedzającym.
Rezydencja otoczona jest przez ogrody o powierzchni ponad 100 hektarów. Stanowi część rozległej posiadłości ziemskiej Chatsworth (14 164 hektarów), obejmującej tereny rolne i lasy rozproszone w promieniu 24 km, a także ponad 450 domów mieszkalnych w pobliskich wsiach (Baslow, Pilsley, Edensor, Beeley, Calton Lees).
Chatsworth House wpisany jest do rejestru zabytkowych budynków, a ogrody – do rejestru zabytkowych parków i ogrodów (oba obiekty należą do najwyższej klasy I). W obrębie ogrodów znajduje się kilkadziesiąt innych zabytkowych obiektów budowlanych.

## Historia
Od 1549 roku posiadłość nieprzerwanie stanowi własność rodu Cavendish. Budowę pierwszego dworu w stylu elżbietańskim w 1552 roku zapoczątkował William Cavendish, a ukończyła po jego śmierci wdowa po nim – Bess z Hardwick, hrabina Shrewsbury. Rezydencja była okupowana przez obie strony konfliktu podczas angielskiej wojny domowej (1642–1651), wkrótce po jej zakończeniu została zburzona.
Obecnie istniejąca rezydencja została wzniesiona w latach 1687–1696 według projektu William Talmana dla Williama Cavendisha (praprawnuka wyż. wspomnianego Williama), który w 1694 roku jako pierwszy w rodzinie uzyskał dziedziczny tytuł księcia Devonshire. Rozbudowana następnie przez Thomasa Archera (1704–1707), a w późniejszych latach przez kolejnych architektów, w tym Jamesa Paine′a (1756–1760), Johna Carra (lata 80. XVIII w.) i Jeffry’ego Wyatville’a (1820–1842). W pierwotnym kształcie reprezentowała styl barokowy, późniejsze modyfikacje wpisują się w nurt neoklasycyzmu.
Wnętrza zdobią plafony w wykonaniu Antonia Verrio, Jamesa Thornhilla i Louisa Laguerre, meble projektu Williama Kenta, rzeźby dłuta Caiusa Gabriela Cibbera i Antonia Canovy, obrazy Rembrandta, Fransa Halsa, Antoona van Dycka, Jacopa Tintoretto oraz Petera Lely’ego. W XIX i XX wieku wystrój uzupełniły obrazy Edwina Landseera, Johna Singera Sargenta i Luciana Freuda, rzeźby Angeli Conner.
W projekt ogrodów formalnych w latach 1688–1703 zaangażowani byli George London oraz Henry Wise. W drugiej połowie XVIII wieku ogrody przeprojektował Capability Brown, a w XIX wieku Joseph Paxton.
W latach 1836–1840 Paxton we współpracy z Decimusem Burtonem wzniósł tutaj wówczas największą w kraju szklarnię, mieszczącą ogród tropikalny. Na niej wzorował się projektując później Pałac Kryształowy na Wielką Wystawę w Londynie (1851). Szklarnię zburzono w 1920 roku, w jej miejscu stworzono labirynt ogrodowy.

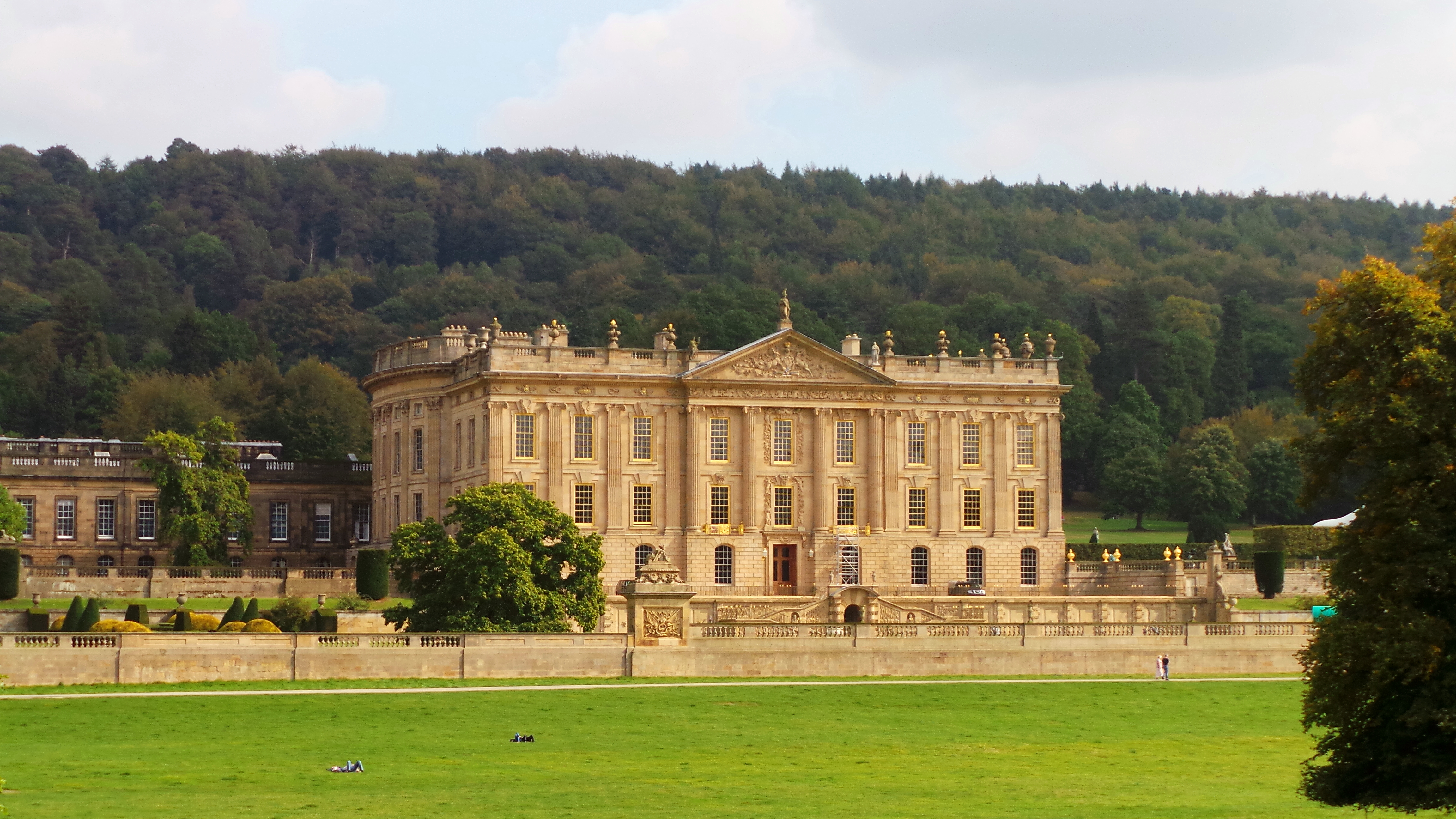
Fasada zachodnia
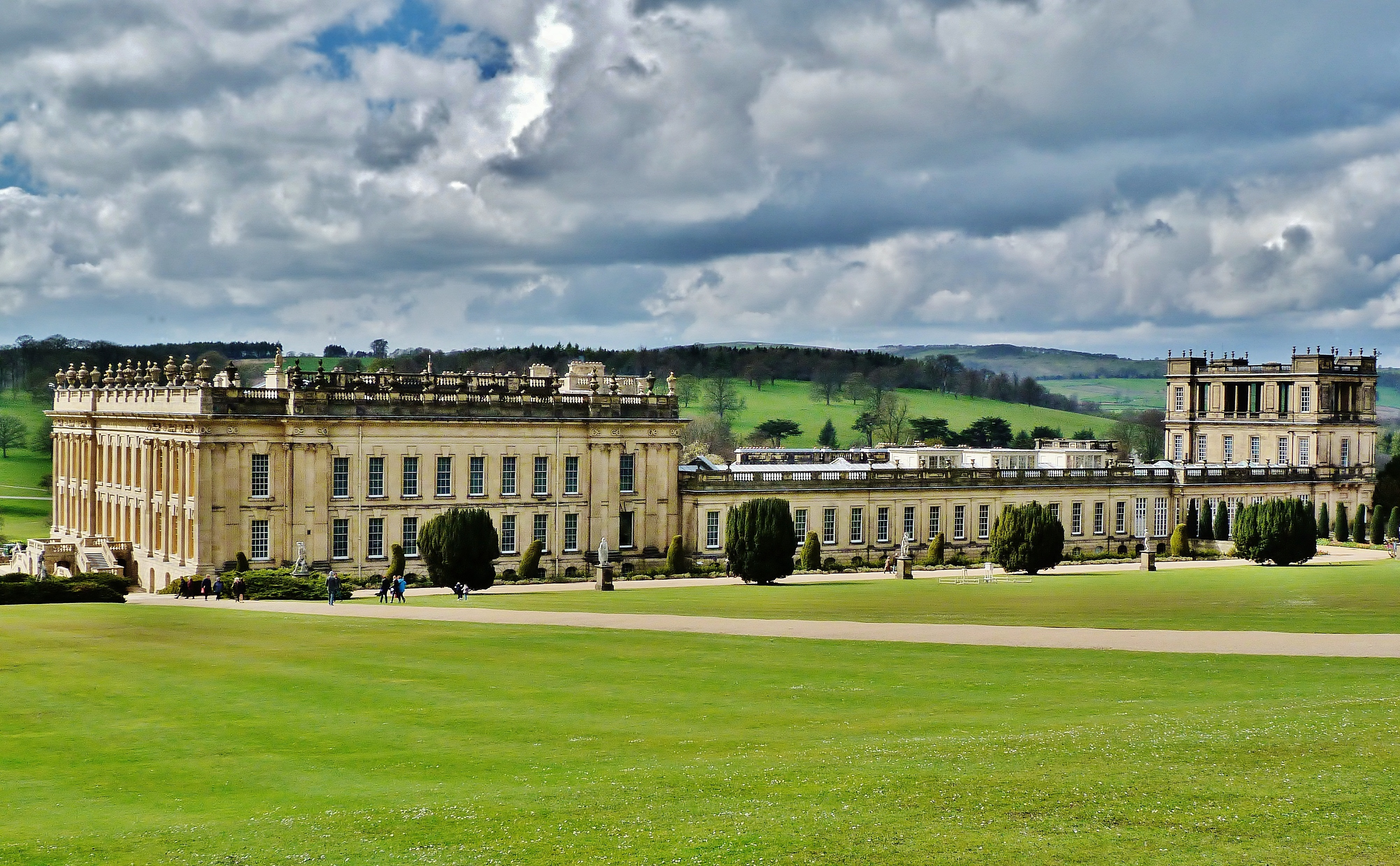
Widok od strony wschodniej
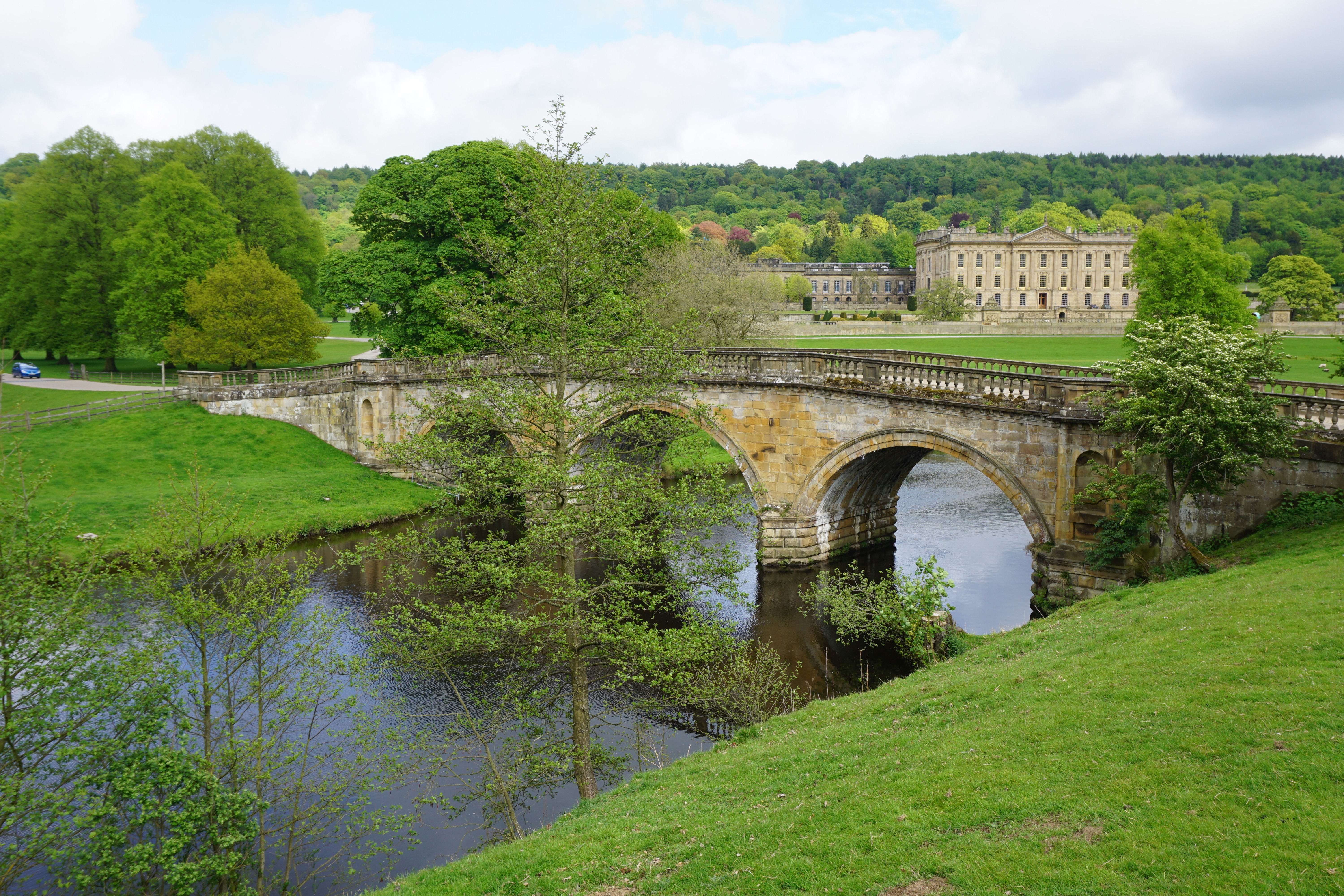
Most nad rzeką Derwent, w tle Chatsworth House
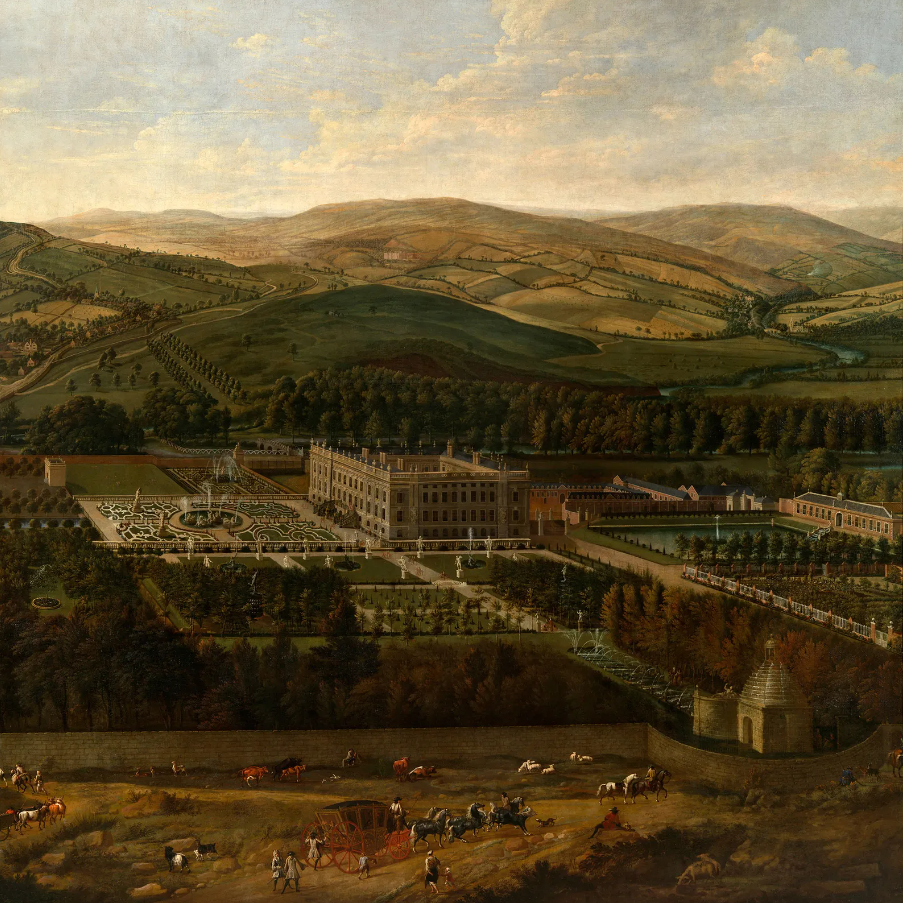
Chatsworth na obrazie Jana Siberechtsa(inne języki) (ok. 1703)